# 동화초등학교 동화남분교
동화초등학교 동화남분교는 전라남도 장성군 동화면 구봉길 65 (월산리)에 있었던 초등학교이다.

## 연혁
- 1946.06.01 동화공립국민학교 월산분교장 개교
- 1949.10.01 동화남국민학교 개교
- 1985.09.01 동화남국민학교 병설유치원 개원
- 1996.03.01 동화초등학교 동화남분교장 격하
- 1999.09.01 동화초등학교로 통·폐합